# Roustam Mouradov
Roustam Ousmanovitch Mouradov (Руста́м Усма́нович Мура́дов), né le 21 mars 1973, à Tchinar dans le raïon de Derbent (République socialiste soviétique autonome du Daguestan, URSS) est un officier supérieur russe d'ethnie tabassarane, lieutenant-général des Forces armées de la fédération de Russie (2020). Il est nommé héros de la fédération de Russie en 2017.

## Biographie
Roustam Mouradov naît au village de Tchinar au Daguestan. Son père est originaire du village de Khanak dans le raïon des Tabassarans au Daguestan,. Il est de nationalité (ethnie) tabassarane. Son père Ousman déménage avec ses parents en 1966 à Tchinar à cause d'un tremblement de terre au sud du Daguestan. Ousman Mouradov s'y marie avec Oujimat et le couple aura trois fils dont Roustam qui poursuit ses études secondaires à Tchinar.
Il entre ensuite l'école de cadets de Novotcherkassk. Il part faire son service militaire en 1990,. Il est diplômé de l'école supérieure de commandement interarmes de Saint-Pétersbourg en 1995, de l'académie interarmes des Forces de la fédération de Russie et de l'académie militaire de l'état-major général des Forces de la fédération de Russie (2015).
Il est commandant de régiment en 1996, commandant du 242e régiment de fusiliers motorisés de la Garde (2008-2009), commandant du 291e régiment de fusiliers motorisés de la Garde (2009), commandant de la 36e brigade de fusiliers motorisés de la Garde du district militaire ouest (2009-2012).
Il est nommé major-général en 2012. De 2012 à 2013, il commande le 473e centre d'enseignement de blindés du district militaire central.
De 2013 à 2015, il est auditeur à l'académie militaire de l'état-major des Forces armées de la fédération de Russie.
De 2015 à 2017, il est premier vice-commandant et chef de l'état-major de la 41e armée. En 2016, le général Mouradov représente la Russie au Centre mutuel de contrôle et de coordination sur les questions de cessez-le-feu et de stabilisation des frontières (СЦКК) dans le Donbass. Le 5 mars 2016, il est sous le feu près de Yassinouvataïa avec d'autres délégués russes, essuyant des tirs de RPG, de canons antiaériens, de mitrailleuses lourdes pendant vingt minutes environ.
En 2017, il est conseiller militaire en Syrie. Les détachements sous le commandement de Mouradov ont fait leur chemin d'Al-Soukhna à Deir ez-Zor pendant deux semaines, surmontant la résistance féroce de l'ennemi. Par décret du président de la Russie du 28 décembre 2017, pour le courage et l'héroïsme manifestés dans l'exercice de ses fonctions militaires, le général de division Mouradov reçoit le titre de héros de la fédération de Russie avec la médaille de l'Étoile d'or.
De décembre 2017 à décembre 2018, il commande la 2e armée interarmes de la Garde du district militaire central.
Le 25 décembre 2018, il est nommé commandant adjoint du district militaire sud. Il est nommé lieutenant-général le 20 février 2020,.
Du 11 novembre 2020 au 9 septembre 2021, il est commandant du contingent russe du maintien de la paix au Haut-Karabakh,.
Dès février 2022, il prend le commandement du groupement de forces Vostok pendant le conflit russo-ukrainien.
Le 5 octobre 2022, le général Mouradov est nommé commandant du district militaire est, succédant au général Alexandre Tchaïko.
Il est marié et père de deux fils et de deux filles.

Cérémonie de remise de l'Étoile d'or de héros de la fédération de Russie, le 28 décembre 2017, par le président Vladimir Poutine, à droite.

### Échanges de prisonniers de guerre
Un certain nombre de médias attribuent un rôle clé dans le retour des prisonniers après le conflit armé au Haut-Karabakh au premier commandant du contingent russe de maintien de la paix dans la région, le lieutenant-général Roustam Mouradov,,.
Au début de décembre, le général Mouradov conduit d'intensifs pourparlers avec les représentants du côté arménien et du côté azerbaïdjanais à propos de l'échange de prisonniers selon le principe « tous pour tous»,. Les échanges de prisonniers militaires ont lieu le 14 décembre. Le côté azerbaïdjanais reçoit douze hommes du commandement et le côté arménien, quarante-quatre personnes. Ils sont transférés par avions militaires russes à Bakou et à Erevan,.
Le lendemain, un accrochage se produit entre les parties opposées près des villages de Khin Taher et Khtsaberd de la région de Hadrout, à la suite de quoi un grand groupe de militaires arméniens est capturé. Le 15 décembre 2020, le groupe échappe à un encerclement grâce à la médiation du général Mouradov.
Le 20 décembre 2020, des militaires considérés comme portés disparus depuis 70 jours sont retrouvés au Karabakh. Le chef de la république non reconnue du Haut-Karabakh, Arayik Aroutiounian remercie particulièrement le général Mouradov,. Le 10 février 2021, le ministre arménien de la Défense Vagharchak Aroutiounian remercie le lieutenant-général Mouradov pour sa participation active à l'échange de prisonniers, ainsi que son aide à la recherche des disparus, notant l'efficacité des activités du contingent russe.
Le 1er avril 2021, le chef d'état-major général des forces armées arméniennes, le lieutenant-général Artak Davtian, exprime sa gratitude au général Mouradov pour le travail efficace du contingent russe de maintien de la paix.
Le 3 mai 2021, trois prisonniers de guerre arméniens reviennent d'Azerbaïdjan. La députée du bloc au pouvoir en Arménie, Nazeli Baghdassarian, déclare sur sa page Facebook que les prisonniers étaient rentrés dans leur patrie grâce aux efforts du commandant des casques bleus russes dans la région, Roustam Mouradov.

Le 12 juin 2021, l'ambassadeur de Russie en Arménie Sergueï Kopyrkine déclare que le 8 juin 2021, grâce aux actions rapides du général Mouradov, il a été possible de renvoyer chez lui le militaire arménien Arthur Kartanian,,, qui avait été détenu pour avoir franchi la frontière. 
Selon les informations dont je dispose, avec la participation directe du commandant du contingent russe de maintien de la paix au Haut-Karabakh, le lieutenant-général Roustam Mouradov, les parties ont échangé 82 personnes, dont 66 citoyens arméniens. Le travail ne s'arrête pas là. Un exemple récent : le 8 juin, un soldat arménien s'est perdu, et grâce aux actions rapides du général Mouradov qui était en contact avec les parties azerbaïdjanaise et arménienne, le problème a été résolu. Dès le lendemain, le militaire a été renvoyé du côté arménien. Ceci est un exemple concret réel.
Le 12 juin 2021, l'Azerbaïdjan retourne à l'Arménie quinze prisonniers de guerre en échange des cartes des champs de mine. Le retour de ces quinze prisonniers de guerre arméniens est obtenu avec le rôle décisif qu'a joué le général Mouradov,,. Nikol Pachinian lui exprime sa gratitude,.
Lors de la bataille de Vouhledar le général fut blâmé par les chaines pro-Wagner pour les pertes de janvier 2023.

### Sanctions
En février 2022, l'Union européenne frappe le général Mouradov de sanctions à cause de sa participation à l'invasion de l'Ukraine par la Russie.

## Distinctions

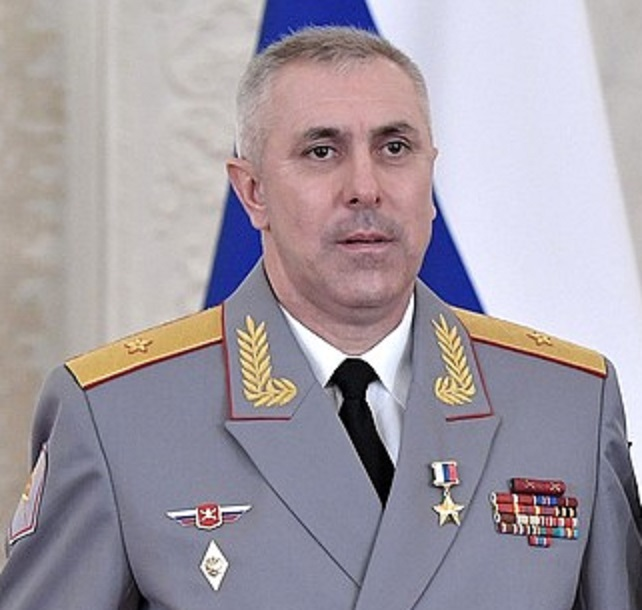
Roustam Mouradov.

- Héros de la fédération de Russie (2017) — pour le courage et l'héroïsme démontrés dans l'accomplissement du devoir militaire[10],[46]
- Ordre d'Alexandre Nevski (2020)[47]
- Ordre du Courage (1997)
- Ordre du Courage (2000)
- Ordre du Mérite militaire (2012)
- Médaille de l'Ordre Pour le Mérite de la Patrie, de IIe classe avec épées
- Médaille du Participant à l'opération militaire de Syrie